# Jay Rockefeller
John Davison Rockefeller IV detto Jay (New York, 18 giugno 1937) è un politico statunitense, senatore per lo stato della Virginia Occidentale dal 1985 al 2015 ed in precedenza governatore dello stesso stato dal 1977 al 1985. Membro del Partito Democratico, Rockefeller è membro della prestigiosa famiglia dei Rockefeller, una delle dinastie imprenditoriali e politiche più conosciute degli Stati Uniti d'America.
Dopo essere stato governatore della Virginia Occidentale dal 1977 al 1985, è diventato senatore per lo stesso Stato nel 1985.
Unico degli esponenti della sesta generazione dei Rockefeller a far parte del Partito Democratico, è nipote dell'ex-vicepresidente degli Stati Uniti Nelson Rockefeller.
Considerato un progressista, sostiene il diritto di una protezione sociale universale e il diritto delle donne di abortire.

## Biografia

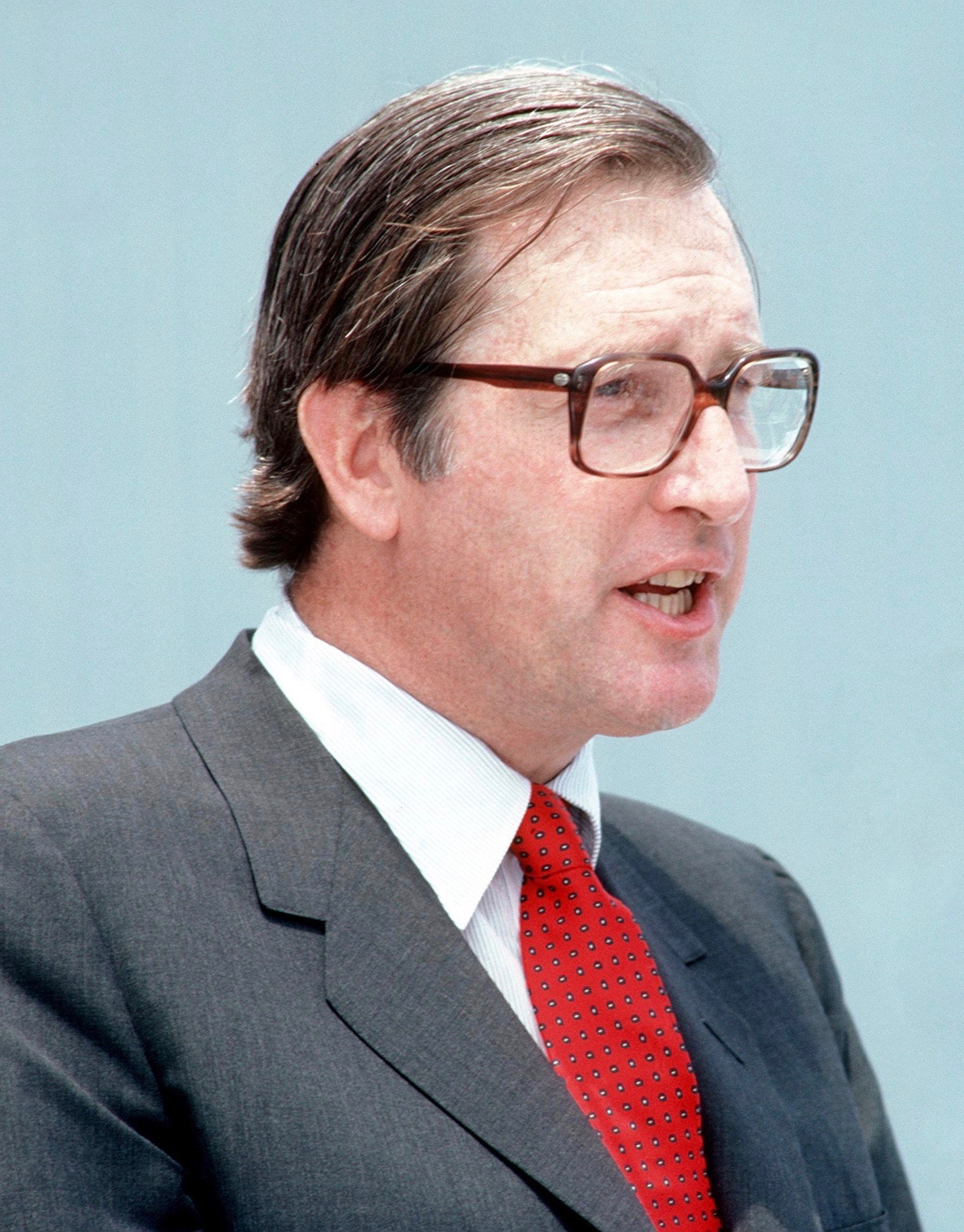
L'allora governatore Rockefeller durante un discorso nel 1984.

Dopo essersi laureato in lingue orientali ad Harvard nel 1961, avendo tra i suoi insegnanti anche Edwin O. Reischauer; passò tre anni di studio a Tokyo presso l'Università Cristiana. Tornato negli Stati Uniti, fu volontario nei Peace Corps, un'agenzia federale che si occupava dello sviluppo del Terzo mondo.
Nel 1966 iniziò la sua carriera politica, venendo eletto dapprima deputato nella legislatura statale e in seguito segretario di stato della Virginia Occidentale.
Nel 1972 vinse la nomination democratica per la nomina a governatore, ma venne battuto nelle elezioni dal candidato repubblicano. Nello stesso anno divenne rettore del West Virginia Wesleyan College. Nel 1976 si ripresentò alle elezioni per il governatorato della Virginia occidentale, vincendole. Venne confermato governatore anche nelle elezioni del 1980.
Nel 1985 si candidò con successo alle elezioni per Senato statunitense. Venne riconfermato anche nelle tornate del 1990, 1996, 2002 e 2008, poi nel 2014 annunciò il suo ritiro al termine del mandato e venne succeduto dalla deputata repubblicana Shelley Moore Capito.

## Storia elettorale al Senato
| Anno | % di Rockefeller | Sfidante      | Partito      | % dello sfidante |
| ---- | ---------------- | ------------- | ------------ | ---------------- |
| 2008 | 64%              | Jay Wolfe     | Repubblicano | 36%              |
| 2002 | 63%              | Jay Wolfe     | Repubblicano | 37%              |
| 1996 | 77%              | Betty Burkes  | Repubblicano | 23%              |
| 1990 | 68,5%            | John C. Yoder | Repubblicano | 31,5%            |
| 1984 | 51,8%            | John Raese    | Repubblicano | 47,7%            |